# カミヤサキ
カミヤ サキ（1991年9月27日 - ）は日本の振付師。女性アイドルグループ・GANG PARADE、BiSの元メンバー。元WACK所属。現在はフリーランス。
東京都出身。

## 経歴
2013年5月26日、テンテンコ、ファーストサマーウイカと共にBiSに加入。同年11月1日から2日にかけて熱海から東京・エイベックス本社前まで100kmマラソンを行い完走。
2014年7月8日、横浜アリーナで行われたBiS解散ライブで、解散後、いずこねこの茉里改めミズタマリと2人で「プラニメ」として活動することを発表。渡辺淳之介がBiS解散後に設立したWACK初の所属アーティストとなる。
2014年8月2・3日、TOKYO IDOL FESTIVAL 2014にてプラニメ初ステージ。同年9月30日、1stシングル「PLASTiC 2 MERCY」をリリース。
2015年5月末でミズタマリがプラニメを脱退、翌6月1日より新メンバー4名が加入してグループ名も「POP」に変更。しかし、8月9日に行われた1stワンマンライブにおいて、イベントの禁止事項を守れなかったこと、マネージメントの指示に従えなかったことにより、無期限の活動休止を発表。
2015年12月4日から5日にかけて、富士急ハイランドからPOPのワンマンライブ会場である下北沢SHELTERまで24時間以内で完走できなければ脱退という100kmマラソンに挑戦、無事完走したため復帰。
2016年6月17日、POPからGANG PARADEに改名。
2017年3月10日に公開された「FOUL」（同年4月25日リリース）のミュージックビデオで、バリカンで髪を刈り坊主頭となるシーンが収録された。
2017年4月2日、横浜赤レンガ倉庫イベント広場で行われた「WACK EXHiBiTiON」にて、BiSのアヤ・エイトプリンスと期間限定でレンタルトレードすることを発表。当初は同年5月から9月末までの予定だったがレンタル期間が2018年3月3日まで延長され、翌3月4日、BiSの両国国技館ワンマンライブで行われた「レンタルトレード終了の儀」でGANG PARADEに復帰。
BiSレンタルトレード中の2017年10月2日、BiSH、BiS、GANG PARADEメンバーから選抜されたシャッフルユニット「SAiNT SEX」のメンバーに選抜。
2020年1月3日に開催されたライブイベント「WACKなりの甲子園」において、5月22日の「MY FIRST HALL TOUR」中野サンプラザ公演をもってグループを脱退することが発表された。

## 人物・エピソード
大学に入ってからコスプレで男装をしていたことから、BiS加入時に「ハンサム担当」を名乗る。2017年3月の断髪後、坊主頭がトレードマークとなり、「ハンサム坊主担当」に変更。
GANG PARADEでは振り付けも担当しているが、レンタルトレード期間中はBiSの振り付けを担当。復帰後は、トレード期間中GANG PARADEの振り付けを担当していたキャン・マイカ（現キャン・GP・マイカ）と相談して作り上げるようになった。
学生時代には恋汐りんご（現:バンドじゃないもん!MAXX NAKAYOSHI）らと共にももいろクローバーZのコピーユニットを組み活動していた。
2020年からは、WACKを退社しソロで活動している。

## 出演

### テレビドラマ
- アイドル失格（2024年1月13日 - 、BS松竹東急） - 穂波 役[18][19]

## 作品

### 楽曲参加
- SAiNT SEX「WACK is FXXK」（2017年10月18日、WACK）
- カミヤサキ、ゴ・ジーラ、ももらんど(BiS)&ヤママチ ミキ、ココ・パーティン・ココ、アヤ・エイトプリンス(GANG PARADE)「オーケストラ」
  - 原曲・BiSH。コンピレーションアルバム『WACK & SCRAMBLES WORKS』（2017年12月6日、avex trax）収録

### 作詞
BiS
- Hi
- MMGK

プラニメ
- 盗られそう

POP
- fly away
- lonely lonely loney
- Daydream
- Letter
- QUEEN OF POP

GANG PARADE
- crazy night
- Barely Last
- ISSIN ITTAI
- HERETIC

### 振付
- PIGGS
- アップアップガールズ(仮)
- Peel the Apple
- EMOTIVE ≠ EMOTION
- Hey!Mommy!
- MILLE FLEURS
- NARLOW
- CUTIE STREET
- SWEET STEADY
- FRUITS ZIPPER
- CANDY TUNE